# Děčínský Sněžník
Děčínský Sněžník (německy Hoher Schneeberg) (724 m) je pískovcová stolová hora, zvedající se 7 km západoseverozápadně od města Děčína. Představuje nejvyšší vrchol geomorfologického okrsku Sněžnická hornatina, celého geomorfologického celku Děčínská vrchovina, jakož i CHKO Labské pískovce a čtvrtý nejvyšší vrchol okresu Děčín. V rámci podokrsku tvoří hora samostatnou část.

## Hora
Hora, tvořená svrchnokřídovými turonskými pískovci, je téměř celá zalesněná, většinu jejích svahů pokrývají smrkové porosty, v menší míře se vyskytuje borovice, modřín a buk, pro vrcholovou část jsou typické i břízy a jeřáby. Vrchol hory zaujímá rozlehlá plošina o rozměrech přibližně 1600 krát 600 metrů, mírně se sklánějící k severovýchodu. Po většině svého obvodu je lemována několik desítek metrů vysokými pískovcovými stěnami, jejichž lámáním a zvětráváním vznikly, zejména na jižním úbočí, četné pseudokrasové jeskyně se stěnami pokrytými fluoritem. Malá část těchto prostor (cca 0,09 ha) je chráněna coby přírodní památka Jeskyně pod Sněžníkem. Těžbu fluoritu na Sněžníku v letech 1955–1994 dokumentovala expozice v muzeu na zámku v Jílovém. Z okrajů vrcholové plošiny se na mnoha místech otevírá daleký rozhled na Lužické hory i Českosaské Švýcarsko, vyhledávané jsou z Drážďanské vyhlídky na druhém konci plošiny viditelné Drážďany na severozápadě a Koňská hlava na východě.

## Rozhledna
Nejvýznamnějším kruhovým výhledovým bodem je však 33 m vysoká kamenná rozhledna z roku 1864, jedna z nejstarších na území ČR. Původně šlo o velkoryse pojatou trigonometrickou věž 1. řádu, kterou pro potřeby rakouských, saských a pruských zeměměřičů nechal svým nákladem zbudovat majitel panství hrabě František Antonín Thun dle návrhu drážďanského architekta Karl Moritze Haenela. Věž s romantickým vzhledem inspirovaným anglickou gotikou však od samého počátku slouží i turistickému ruchu. Rozhledna stojí 0,37 km severovýchodně od vrcholu a její pata se nachází ve výšce 718 m n. m. V roce 1936 zde byl poprvé na území tehdejšího Československa zachycen televizní signál vysílaný z Olympijských her v Berlíně. Po druhé světové válce rozhledna chátrala a v 70. letech musela být kvůli nevyhovujícímu technickému stavu uzavřena. Přilehlý turistický hostinec byl v roce 1983 demolován. Rozhledna je chráněna jako kulturní památka. V roce 1992 prošla zchátralá a uzavřená věž celkovou rekonstrukcí a byla znovu zpřístupněna veřejnosti. Při rozhledně se nachází bufet a nová horská chata, která byla otevřena roku 1999 a kopíruje původní hostinec, a malé jezírko, vrchol hory je z několika směrů přístupný turistickými značenými cestami. Nejkratší příchod se nabízí po dopravě autobusem či automobilem do jílovské místní části Sněžník na západní straně hory. Z tohoto výchozího bodu představuje cesta k rozhledně necelé 2 km chůze s převýšením 130 m. Podstatně náročnější jsou varianty začínající v Jílovém (zelená značka, zhruba 5 km / 460 m) respektive Děčíně (červená značka, přibližně 9 km / 600 m).

## Horolezectví
Děčínský Sněžník je samostatnou horolezeckou oblastí. Lezecké možnosti na této největší české stolové hoře byly objeveny teprve v roce 1987 (masívy Májová a Jarní). Řada cest byla vytvořena v roce 2005. Podmínky pro lezení jsou příznivé, neboť pískovcová skála je tvrdá a masív je orientován vesměs jižním a jihozápadním směrem. Na svazích je značné množství balvanů, nabízejících využití pro bouldering. Vzhledem k oblíbenosti tohoto sportovního odvětví byl pro oblast Sněžníku zpracován samostatný průvodce s popisy a plánky.

## Důlní činnost
V oblasti Děčínského Sněžníku probíhala důlní činnost v letech 1955 až 1995. Ve zdejších pískovcích se nachází dnes už netěžené ložisko fluoritu, jehož těžba přestala být rentabilní. O nálezu fluoritu pocházejí první zmínky od doktora Hibsche z roku 1906 a Michela z roku 1913. Nálezy z první poloviny 20. století byly podkladem k průzkumu v padesátých letech. Poté se otevřelo 8 ložisek. Vytěženo bylo 203 kt rubaniny. Těžilo se od 1955 do 1995. Vyraženo bylo přes 21 km důlních chodeb. Vytěženo bylo 7900 tun fluoritu. Šachta je hluboká 60 m. Důlní díla se zde rozprostírají pod obcí Jílové. Zde těžený fluorit byl čirý až nafialovělý, hustě páskovaný i vrstevnatý. Vyplňuje trhliny u Modré a Jílového, v nichž tvoří žíly, stejně jako severně od svahu Holého vrchu nad obcí Jílové.
Důlní činnost v oblasti je známá i díky tomu, že zde na konci těžebního období zahynuli horníci.
Těžbu ztěžoval úhel uložení rudních žil pod úhlem 35–45°. Těžba fluoritu zde měla dvě hlavní fáze. První fáze byla od roku 1955–1957. Vrtná metoda do roku 1957 nebyla skoro používána. Ze zachovalých dokumentů je zřejmé, že byla používána pouze skládková dobývací metoda. Žilovina byla značně rozsýpavá, a proto byly používány hlavně „přílože“. V druhé etapě byla vyrubána slepá jáma ze štoly č. 1, jáma byla spojena s dvěma patry. 1. Patro v hloubce 30 m a druhé v hloubce 60 metrů. Druhá etapa těžby pokračovala od roku 1968, kdy báňské dílo převzala báňská společnost.
Fluorit je používán od dávných dob jako příměs při tavení rud, používá se k výrobě kyseliny fluorovodíkové a syntetického kryolitu. Využívá se při výrobě smaltů a skla a ke snižování vypalovací teploty cementu. Čistý fluorit se používá i v optickém průmyslu.

## Fotogalerie

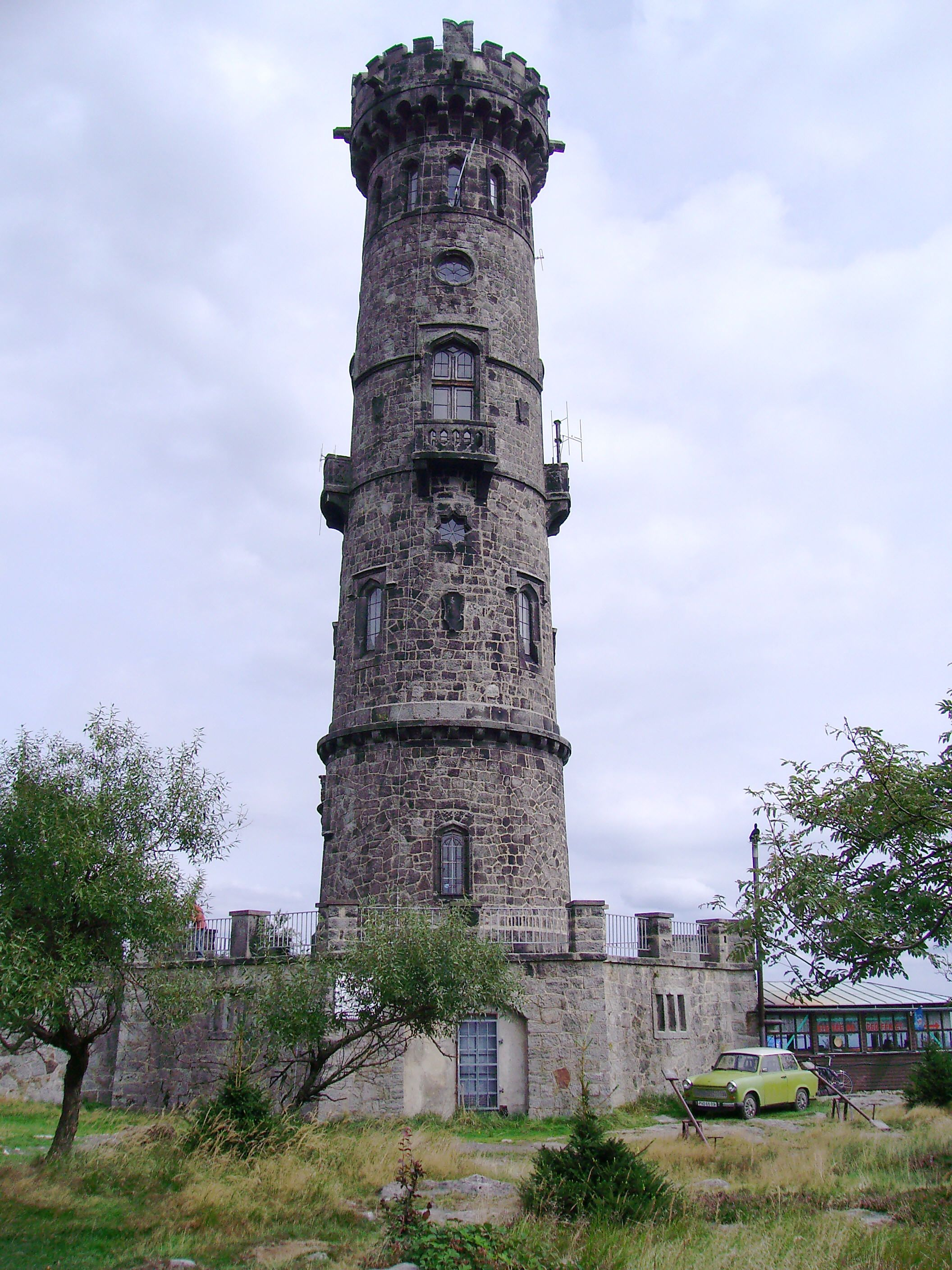
Rozhledna na Děčínském Sněžníku
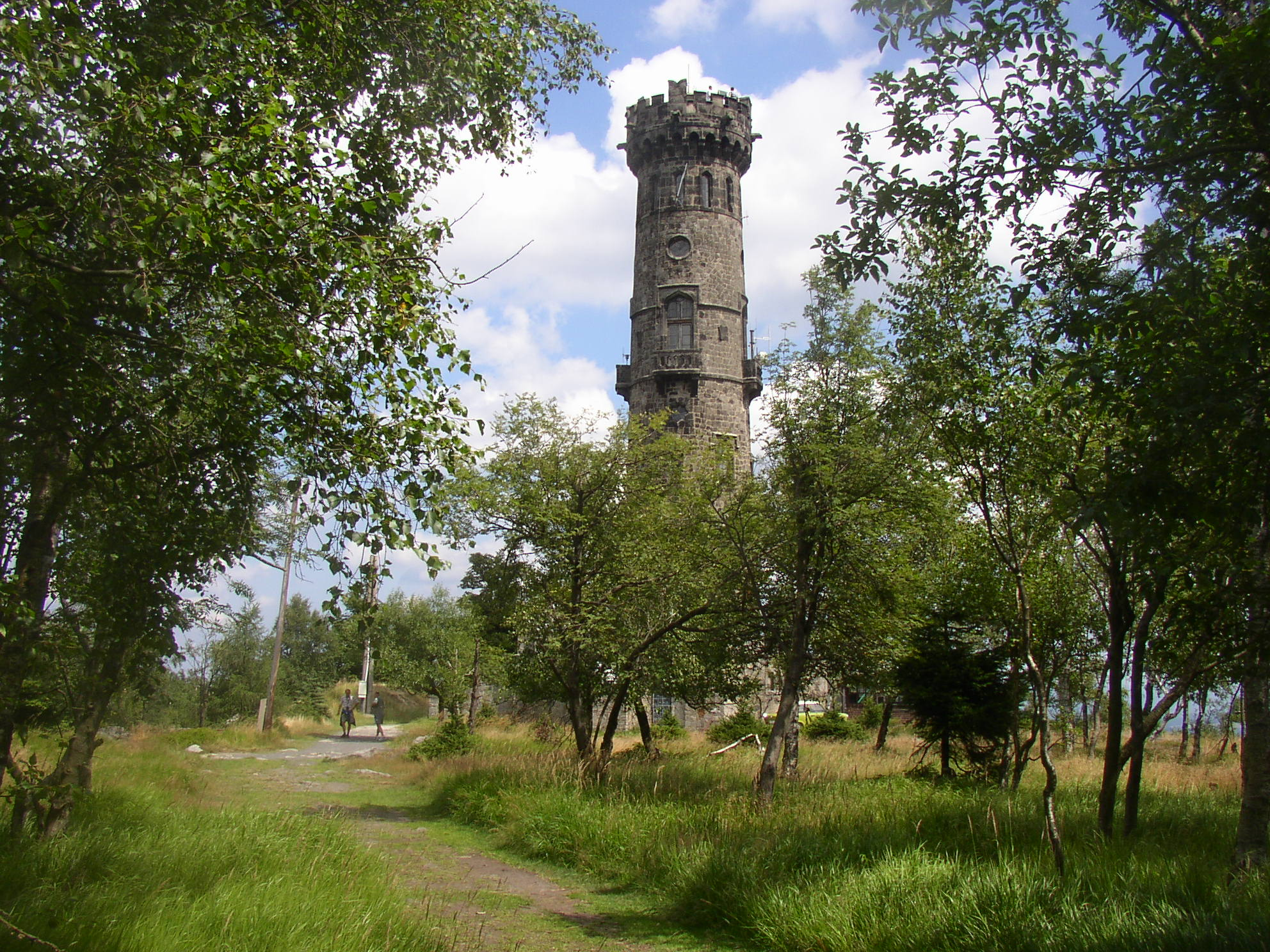
Příchod k rozhledně od západu.
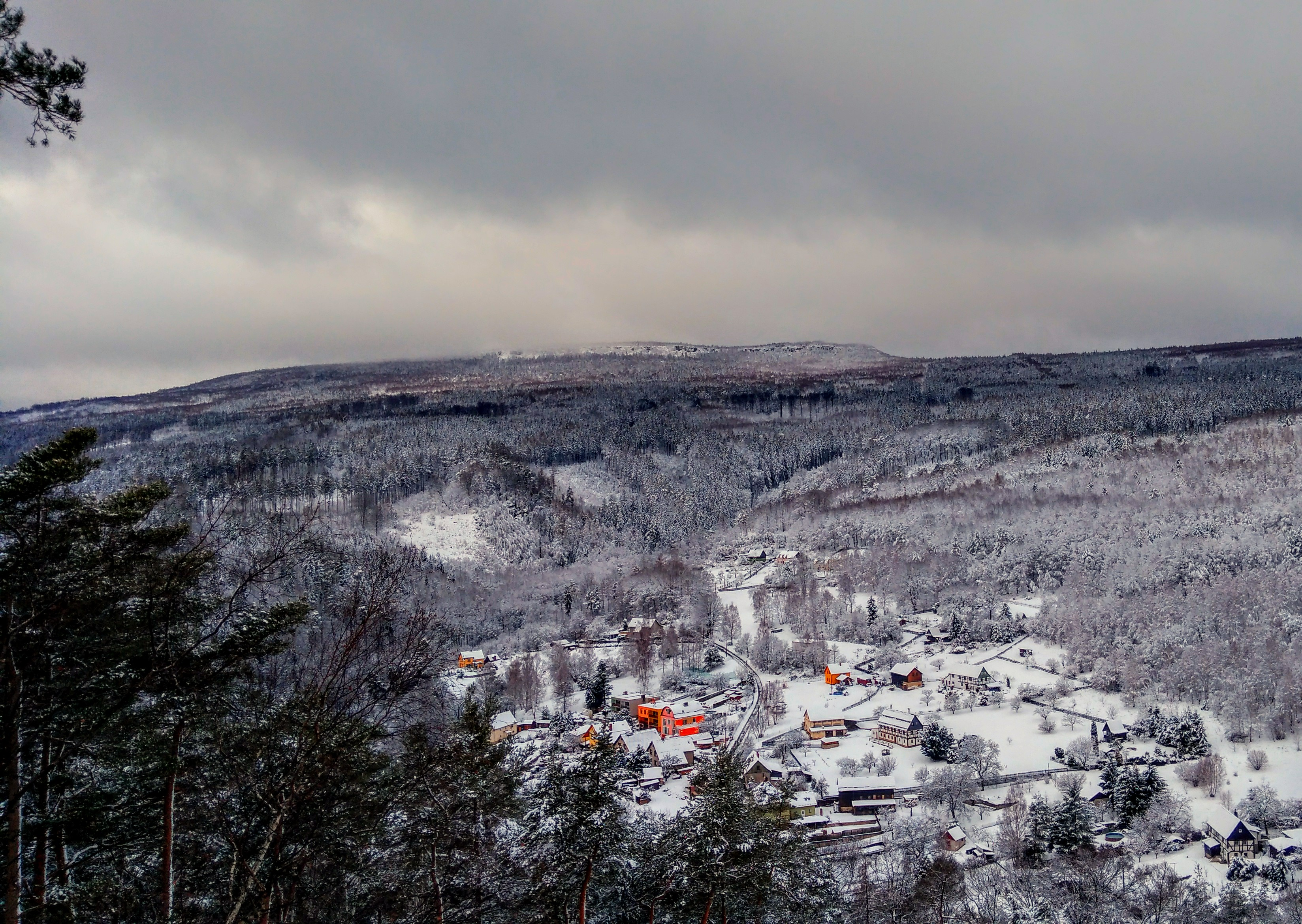
Jihovýchodní svah. Pohled z Písečného vrchu.
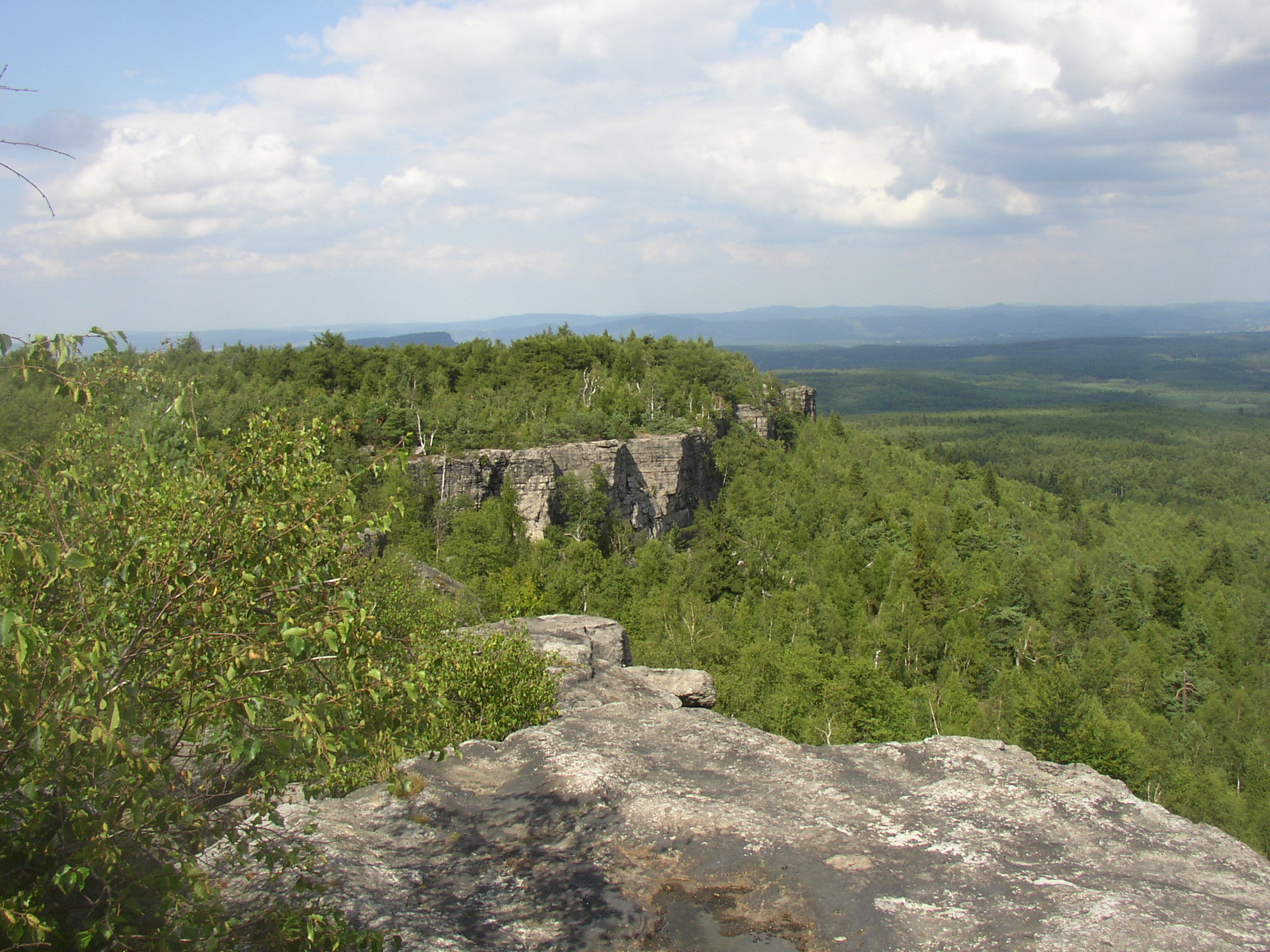
Pískovcová skaliska na okrajích vrcholové plošiny, pohled k severovýchodu.
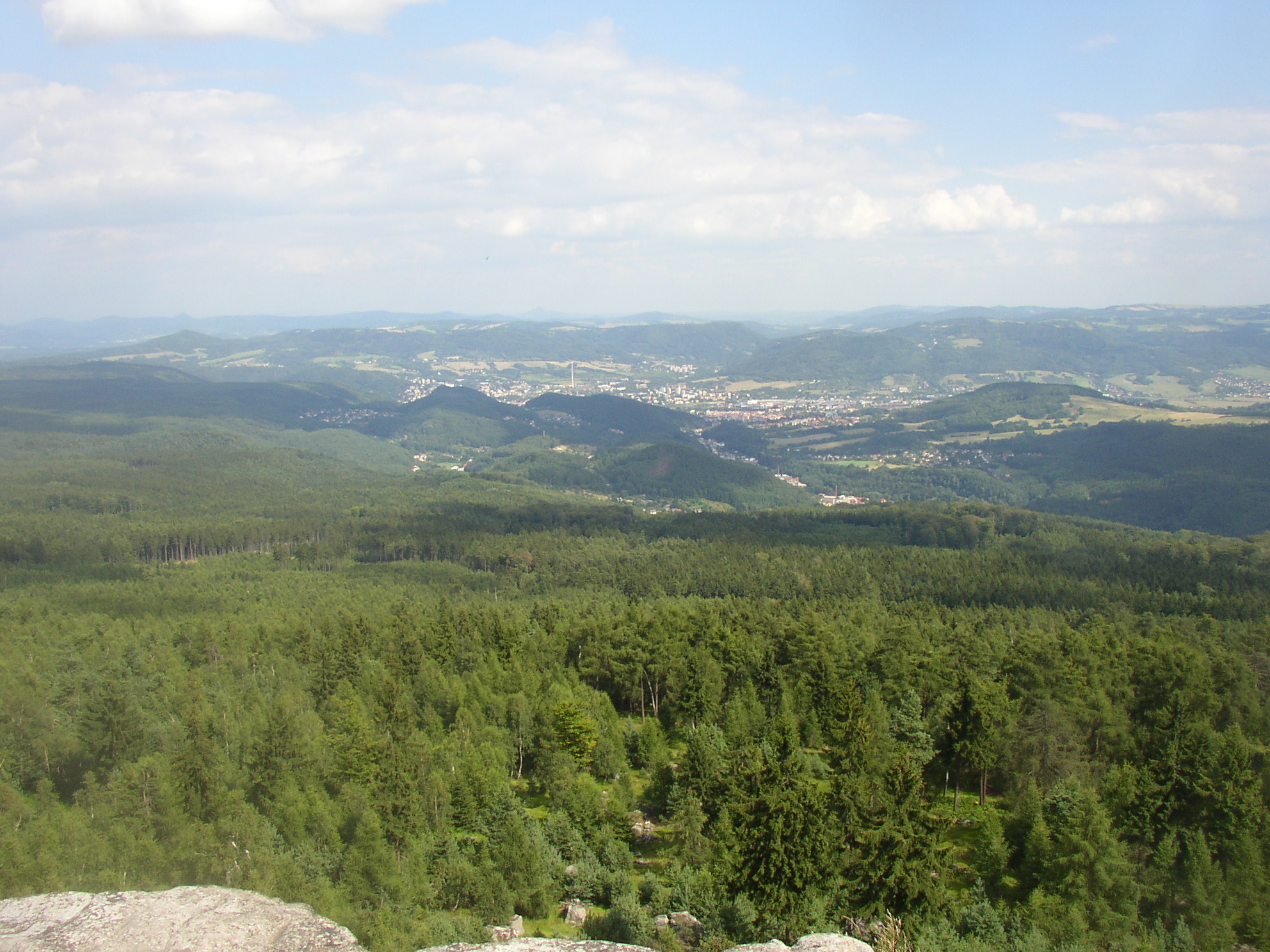
Výhled k východu na město Děčín.
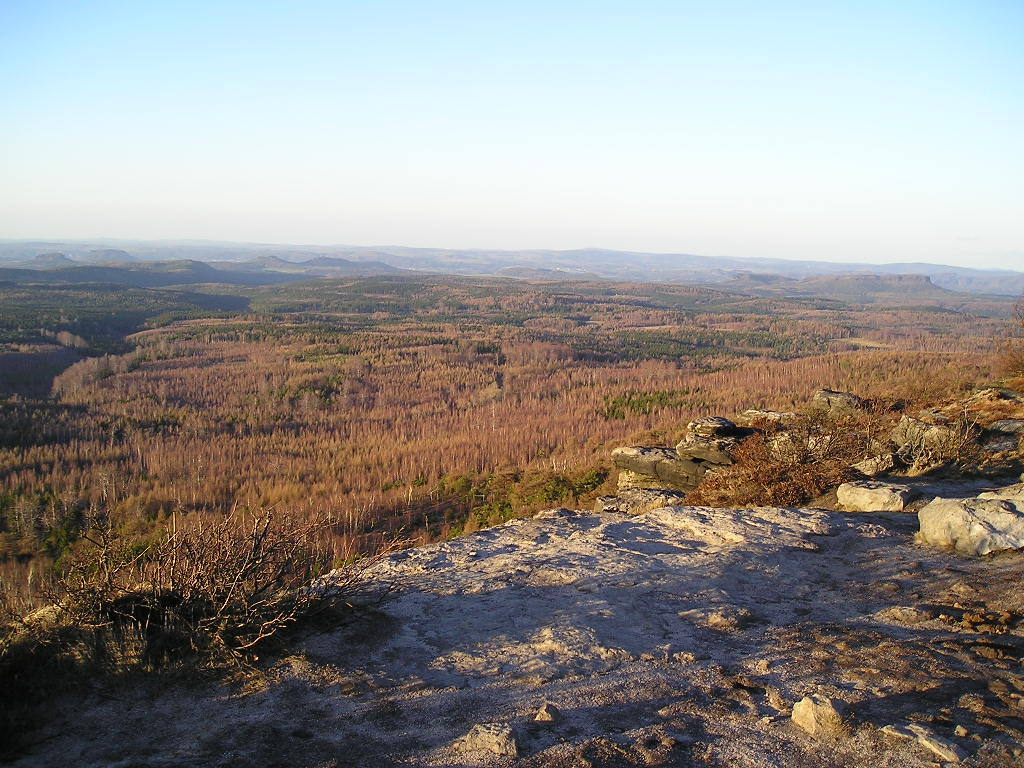
Pohled z Drážďanské vyhlídky do Saska
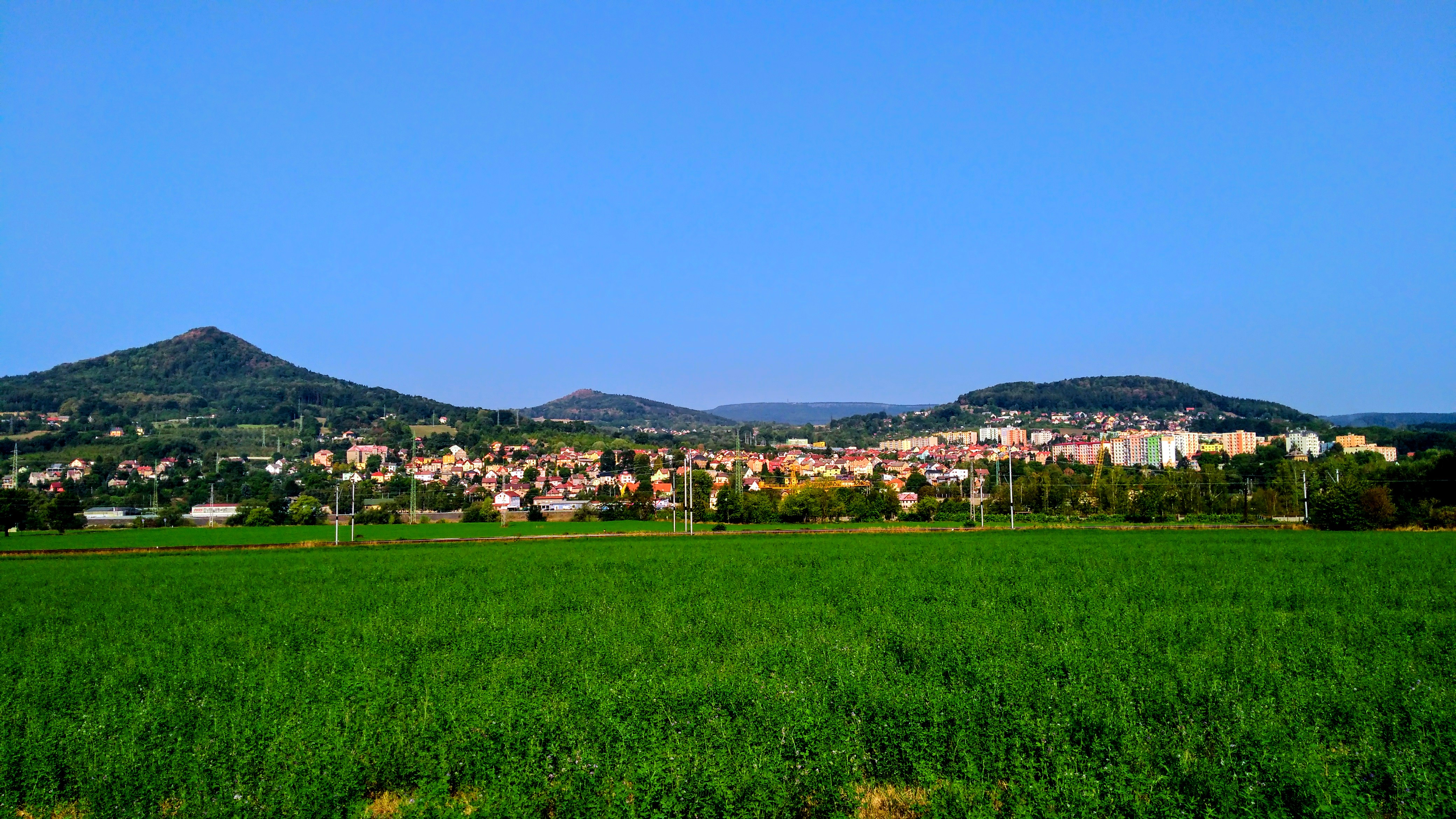
Pohled z Křešic na vrchy západně od Děčína
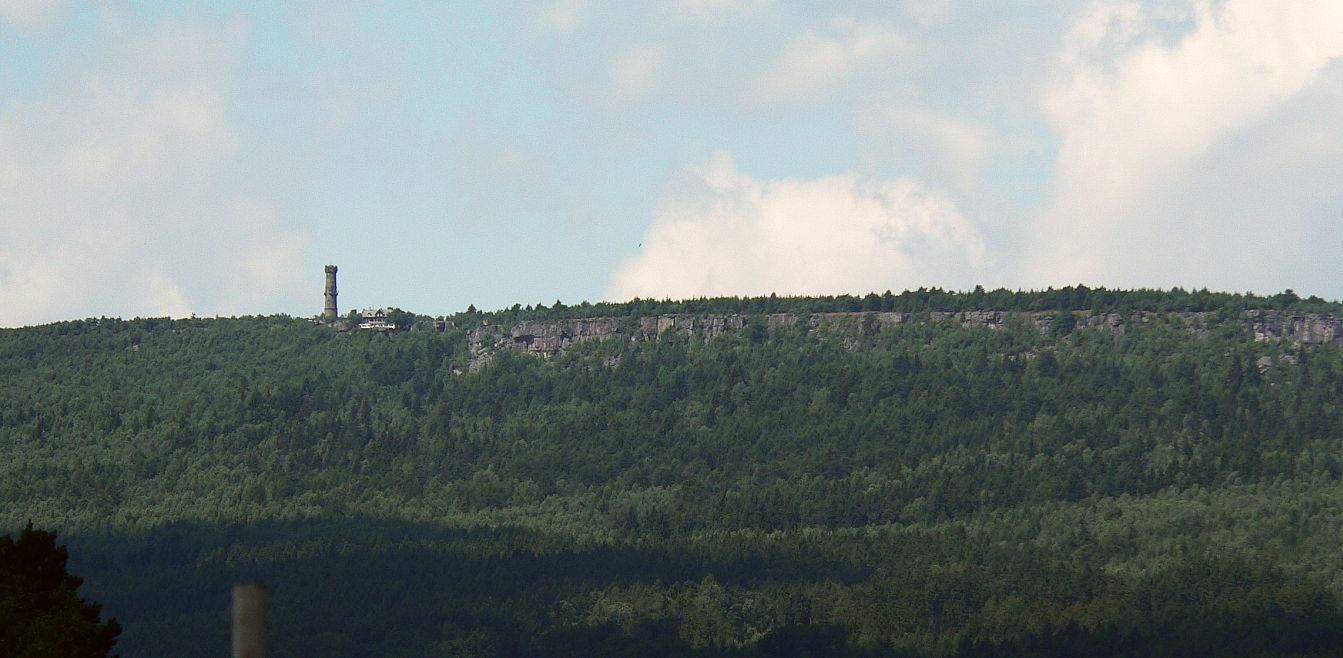
Pohled na Děčínský Sněžník od východu z Jalůvčí.
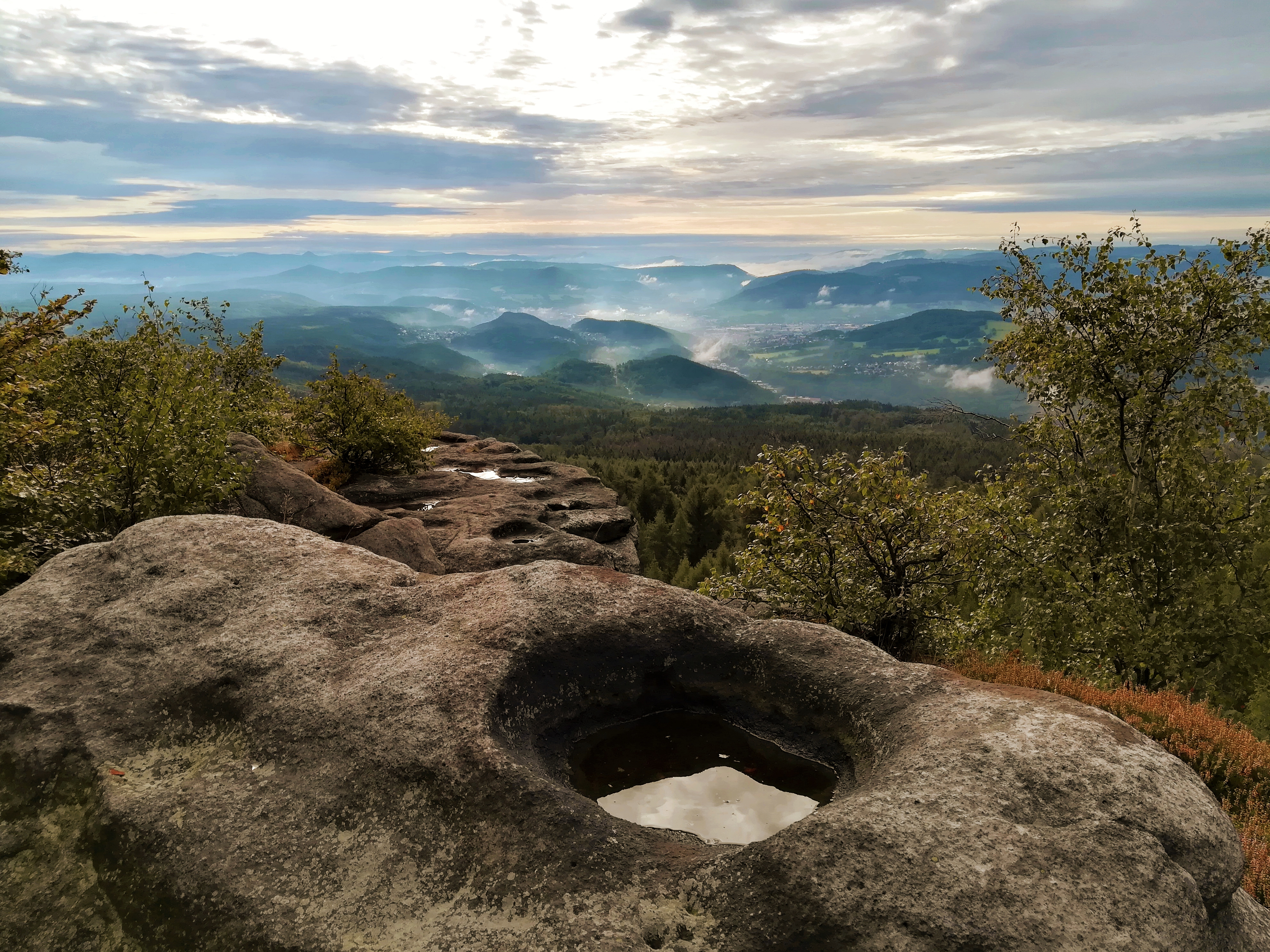
pohled z Děčínského Sněžníku na České středohoří